# 윤두환
윤두환(尹斗煥, 1955년 3월 5일 ~ )은 대한민국의 정치인으로, 제1·2대 경상남도 울산시의원이고, 제1·2대 울산광역시 북구의원이며, 제16·17·18대 국회의원이었다. 

## 학력
- 농남국민학교 졸업
- 울산중학교 졸업
- 삼익실업고등학교 졸업
- 울산과학대학교 졸업
- 영산대학교 졸업

### 비학위 수료
- 중앙대학교 행정대학원 도시환경행정학 석사 과정 수료

## 경력
- 1991.07 ~ 1995.06 제1대 경상남도 울산시의회 의원
- 1991.07 ~ 1993.07 제1대 경상남도 울산시의회 전반기 도시경제위원회 위원
- 1991.07 ~ 1993.07 제1대 경상남도 울산시의회 전반기 의회운영위원회 위원
- 1991.07 ~ 1993.07 제1대 경상남도 울산시의회 전반기 예산결산특별위원회 위원
- 1992.09 ~ 1992.10 제1대 경상남도 울산시의회 쓰레기수거 및 정화조청소에 관한 행정사무조사 특별위원회 위원
- 1993.07 ~ 1994.12 제1대 경상남도 울산시의회 후반기 건설위원회 위원
- 1993.07 ~ 1994.12 제1대 경상남도 울산시의회 후반기 예산결산특별위원회 위원
- 1995.01 ~ 1995.06 제1대 경상남도 울산시의회 후반기 도시경제위원회 위원
- 1995.01 ~ 1995.06 제1대 경상남도 울산시의회 후반기 의회운영위원회 위원
- 1995.07 ~ 1997.07 제2대 경상남도 울산시의회 의원
- 1995.07 ~ 1996.12 제2대 경상남도 울산시의회 전반기 건설위원회 위원
- 1995.07 ~ 1996.12 제2대 경상남도 울산시의회 전반기 예산결산특별위원회 위원
- 1996.03 ~ 1996.06 제2대 경상남도 울산시의회 실내체육관행정사무조사 위원
- 1997.01 ~ 1997.07 제2대 경상남도 울산시의회 후반기 농수산도시경제위원회 위원
- 1997.07 ~ 1998.06 제1대 울산광역시 북구의회 의원
- 1997.07 ~ 1998.06 제1대 울산광역시 북구의회 후반기 부의장
- 1998.07 ~ 2000.02 제2대 울산광역시 북구의회 의원
- 1998.07 ~ 2000.02 제2대 울산광역시 북구의회 의장
- 2000.05 ~ 2004.05 제16대 한나라당 국회의원(울산 북구, 한나라당)
- 2000.02 한나라당 울산시당 북구 지구당 위원장
- 2001 ~ 2002 한나라당 원내부총무
- 2002.07 국회 건설교통위원회 위원
- 2003 국회 예산결산특별위원회 위원
- 2005.10 ~ 2008.05 제17대 한나라당 국회의원(울산 북구, 한나라당)
- 2006.07 국회 건설교통위원회 간사
- 2006.07 한나라당 상임전국위원회 부의장
- 2008.05 ~ 2009.03 제18대 한나라당 국회의원(울산 북구, 한나라당)
- 2016.09 ~ 2018.02 새누리당 울산시당 북구 당원협의회 위원장
- 2018.02 ~ 2018.06 자유한국당 울산시당 북구 당원협의회 위원장
- 2018.06.21 자유한국당 탈당
- 2023.01 ~ 울산도시공사 사장

## 역대 선거 결과
|  | 30.1% |

|  | 52.82% |

|  | 58.01% |

|  | 43.03% |

|  | 34.38% |

|  | 49.08% |

|  | 46.23% |

|  | 38.50% |